# Districte de Skardu
El districte de Skardu (en urdú: ضلع سکردو) és un dels 14 districtes del territori administrat pel Pakistan, a Gilgit-Baltistan. El districte de Skardu limita a l'est amb el districte de Ghanche, al sud amb el districte de Kharmang, a l'oest amb el districte d'Astore i al nord-oest amb el districte de Rondu. La seu del districte és la ciutat de Skardu, que també és la seu de la divisió.

## Geografia
El cim més alt del districte de Skardu és el K2 (8.611 msnm), que és el cim més alt del Pakistan i el segon cim més alt del món. El Baltoro Muztagh, una serralada secundària del Karakoram, que inclou el K2 (8.611 m), el Broad Peak (8.047 m), el Gasherbrum (8.000+ m) i el Masherbrum (7.821 m), es troben en aquest districte. Askole és l'últim assentament del districte per a tots els viatges a Concòrdia (la confluència de la glacera Baltoro i la glacera de Godwin-Austen).
L'altiplà Deosai, segon altiplà més alt del món, després de l'altiplà del Tibet forma part del Parc Nacional de Deosai i és compartit amb el districte d'Astore.
Les principals poblacions del districte de Skardu són: Hussainabad Skardu, Mehdiabad, Parkutta, Rondu Valley, Satpara, Sermik i Skardu.